# Nymphidium carissima
Nymphidium carissima är en fjärilsart som beskrevs av Hans Ferdinand Emil Julius Stichel 1910. Nymphidium carissima ingår i släktet Nymphidium och familjen Riodinidae. Inga underarter finns listade i Catalogue of Life.